# Skellefteå
Skellefteå este un oraș în Suedia.

## Demografie
| \| Evoluția demografică a zonei urbane Skellefteå, 1970–2015 \| Evoluția demografică a zonei urbane Skellefteå, 1970–2015 \| Evoluția demografică a zonei urbane Skellefteå, 1970–2015 \| Evoluția demografică a zonei urbane Skellefteå, 1970–2015 \| Evoluția demografică a zonei urbane Skellefteå, 1970–2015 \| \| --------------------------------------------------------------------------------------- \| --------------------------------------------------------- \| --------------------------------------------------------- \| --------------------------------------------------------- \| --------------------------------------------------------- \| \| An \| \| \| Locuitori \| \| \| 1970 \| 1970 \| \| 27.456 \| 27.456 \| \| 1975 \| 1975 \| \| 29.353 \| 29.353 \| \| 1980 \| 1980 \| \| 29.892 \| 29.892 \| \| 1990 \| 1990 \| \| 31.051 \| 31.051 \| \| 1995 \| 1995 \| \| 31.940 \| 31.940 \| \| 2000 \| 2000 \| \| 31.742 \| 31.742 \| \| 2005 \| 2005 \| \| 32.425 \| 32.425 \| \| 2010 \| 2010 \| \| 32.775 \| 32.775 \| \| 2015 \| 2015 \| \| 35.516 \| 35.516 \| \| Sursa: SCB - Statistika Centralbyrån, Folkmängden per tätort. Vart femte år 1960 - 2016 \| \| \| \| \| |      |  |           |        |
| Evoluția demografică a zonei urbane Skellefteå, 1970–2015 |      |  |           |        |
| An |      |  | Locuitori |        |
| 1970 | 1970 |  | 27.456    | 27.456 |
| 1975 | 1975 |  | 29.353    | 29.353 |
| 1980 | 1980 |  | 29.892    | 29.892 |
| 1990 | 1990 |  | 31.051    | 31.051 |
| 1995 | 1995 |  | 31.940    | 31.940 |
| 2000 | 2000 |  | 31.742    | 31.742 |
| 2005 | 2005 |  | 32.425    | 32.425 |
| 2010 | 2010 |  | 32.775    | 32.775 |
| 2015 | 2015 |  | 35.516    | 35.516 |
| Sursa: SCB - Statistika Centralbyrån, Folkmängden per tätort. Vart femte år 1960 - 2016 |      |  |           |        |

## Personalități marcante
- Stig Larsson (regizor)

## Locuri și monumente

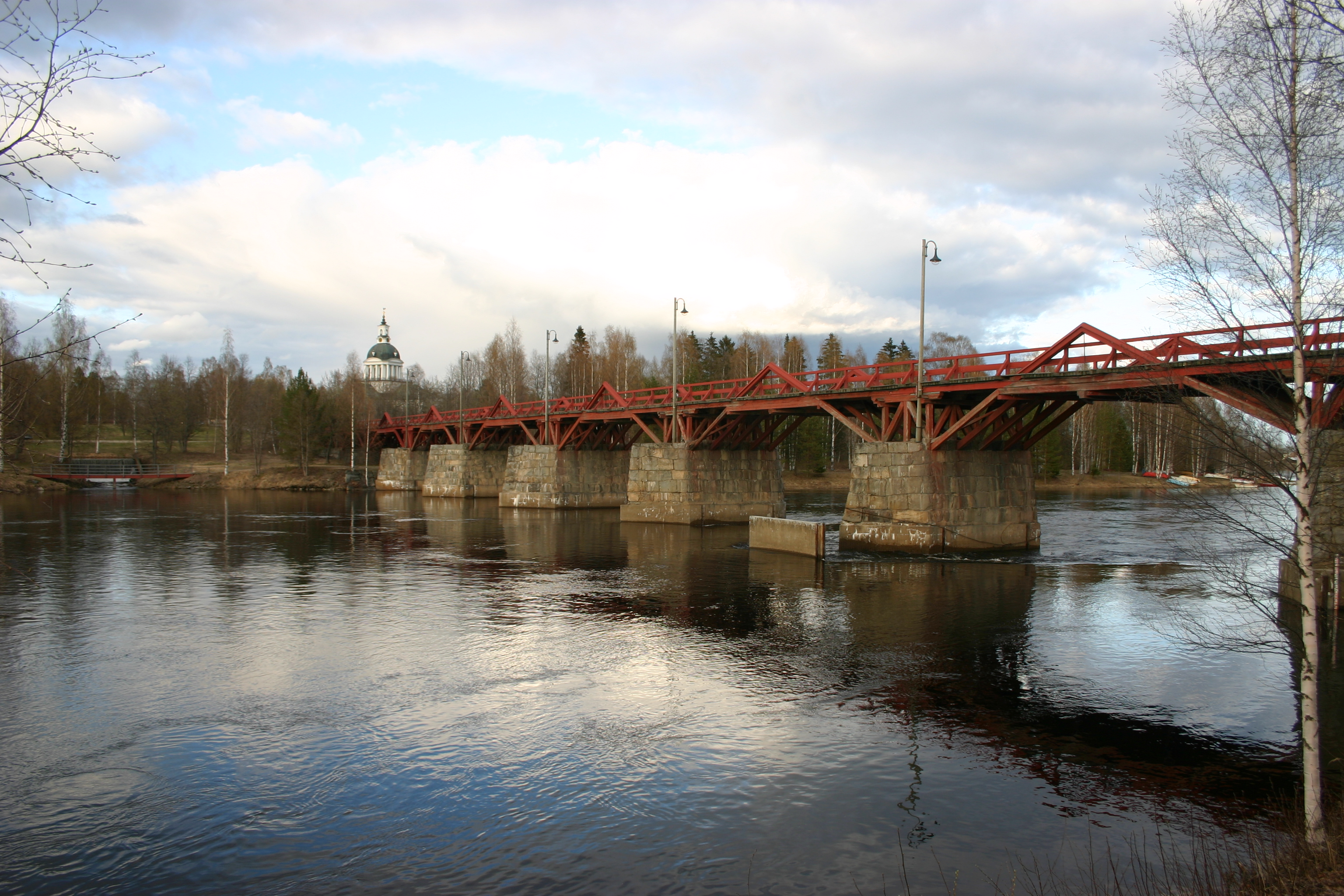
Lejonströmsbron din 1737 în Skellefteå (fotograf: Mattias Hedström)